# Kolliger Mühle
Die Kolliger Mühle (auch Kolligermühle) ist eine Wassermühle sowie ein Wohnplatz in der Ortsgemeinde Kollig in der Südeifel.
Das Rad der Kolliger Mühle wird durch das Wasser des kleinen Flusses Elzbach angetrieben, der auch kurz die Elz genannt wird. Andere Wassermühlen in der Nähe sind die Gehringer Mühle und die Ölmühle.
Die Mühle stammt wahrscheinlich aus dem 17. Jahrhundert. Man hat im Laufe der Zeit Verbesserungen und Erweiterungen angebracht, aber man war immer darum bemüht das historische Ansehen der alten Gebäude zu bewahren.
Auf dem Gelände der Kolliger Mühle befinden sich vier Gebäude: das Wirtschaftsgebäude, das Wohnhaus mit dem Wasserrad, ein ehemaliger Hühnerstall und ein ehemaliger Schweinestall. Die ehemaligen Ställe sind renoviert und als Wohnungen eingerichtet worden. Die Außenwände und innere Trennwände der Gebäude bestehen aus Fachwerk mit Schiefer, die Dächer sind mit Schiefer bedeckt. Zwischen den Gebäuden liegt ein mit Kopfsteinen gepflasterter Innenhof mit einem Brunnen in der Mitte. Eine kleine Kapelle steht am Eingang zum Gelände.
Einer der Wanderwege nach Santiago de Compostela (der Jakobsweg) geht entlang der Kolliger Mühle. Die Pilger können hier Unterkunft für die Nacht bekommen.

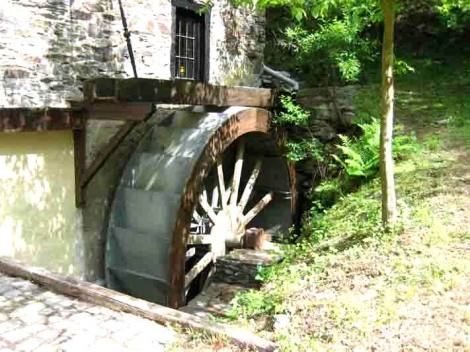
Das Rad
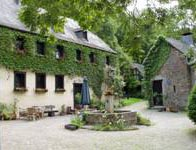
Wohnhaus
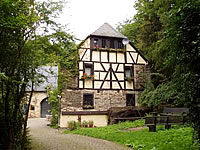
Seite des Wohnhauses
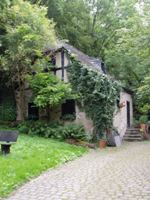
Der ehemalige Hühnerstall, jetzt Gästehaus

Koordinaten: 50° 16′ N, 7° 15′ O